# Protokoll (IP)
Das Feld Protokoll (protocol) im IPv4-Header gibt an, zu welchem Protokoll (auch „Folgeprotokoll“ genannt) die im betreffenden IPv4-Paket transportierten Nutzdaten gehören. Das Feld ist 8 Bit breit und wird als vorzeichenlose Ganzzahl interpretiert. Sie kann daher Werte von 0 bis 255 (dezimal) aufnehmen. Die Werte waren im RFC 1700 festgelegt. Seit 2002 wurde durch RFC 3232 eine Online-Datenbank für Protokoll-Nummern bei der IANA als aktuell definiert. Allerdings kommen in Netzen auch Protokolle vor, die (noch) nicht bei der IANA registriert sind.
Im IPv6-Header gibt es dieses Feld ebenfalls, allerdings heißt es dort Next Header. Die zulässigen Werte sind die gleichen wie beim Feld protocol bei IPv4.

## Protokollnummern
| Protokollnummer | Protokoll                                          |
| --------------- | -------------------------------------------------- |
| 0               | HOPOPT (IPv6 Hop-by-Hop Option)                    |
| 1               | ICMP (Internet Control Message Protocol)           |
| 2               | IGMP (Internet Group Management Protocol)          |
| 3               | GGP (Gateway-to-Gateway)                           |
| 4               | IP (IP in IP (encapsulation))                      |
| 5               | Stream                                             |
| 6               | TCP (Transmission Control Protocol)                |
| 7               | CBT (Core Based Trees)                             |
| 8               | EGP (Exterior Gateway Protocol)                    |
| 9               | IGP (any private interior gateway)                 |
| 10              | BBN-RCC-MON (BBN RCC Monitoring)                   |
| 11              | NVP-II (Network Voice Protocol)                    |
| 12              | PUP                                                |
| 13              | ARGUS                                              |
| 14              | EMCON                                              |
| 15              | XNET (Cross Net Debugger)                          |
| 16              | CHAOS                                              |
| 17              | UDP (User Datagram Protocol)                       |
| 18              | Multiplexing                                       |
| 19              | DCN-MEAS (DCN Measurement Subsystems)              |
| 20              | HMP (Host Monitoring)                              |
| 21              | PRM (Packet Radio Measurement)                     |
| 22              | XNS-IDP (XEROX NS IDP)                             |
| 23              | TRUNK-1                                            |
| 24              | TRUNK-2                                            |
| 25              | LEAF-1                                             |
| 26              | LEAF-2                                             |
| 27              | RDP (Reliable Data Protocol)                       |
| 28              | IRTP (Internet Reliable Transaction Protocol)      |
| 29              | ISO-TP4 (ISO Transport Protocol Class 4)           |
| 30              | NETBLT (Bulk Data Transfer Protocol)               |
| 31              | MFE-NSP (MFE Network Services Protocol)            |
| 32              | MERIT-INP (MERIT Internodal Protocol)              |
| 33              | DCCP (Datagram Congestion Control Protocol)        |
| 34              | 3PC (Third Party Connect Protocol)                 |
| 35              | IDPR (Inter-Domain Policy Routing Protocol)        |
| 36              | XTP                                                |
| 37              | DDP (Datagram Delivery Protocol)                   |
| 38              | IDPR-CMTP (IDPR Control Message Transport Proto)   |
| 39              | TP++ (TP++ Transport Protocol)                     |
| 40              | IL (IL Transport Protocol)                         |
| 41              | 6in4 Verkapselung von IPv6- in IPv4-Pakete         |
| 42              | SDRP (Source Demand Routing Protocol)              |
| 43              | IPv6-Route (Routing Header for IPv6)               |
| 44              | IPv6-Frag (Fragment Header for IPv6)               |
| 45              | IDRP (Inter-Domain Routing Protocol)               |
| 46              | RSVP (Resource Reservation Protocol)               |
| 47              | GRE (Generic Routing Encapsulation)                |
| 48              | MHRP (Mobile Host Routing Protocol)                |
| 49              | BNA                                                |
| 50              | ESP (Encapsulating Security Payload)               |
| 51              | AH (Authentication Header)                         |
| 52              | I-NLSP (Integrated Net Layer Security TUBA)        |
| 53              | SWIPE (IP with Encryption)                         |
| 54              | NARP (NBMA Address Resolution Protocol)            |
| 55              | MOBILE (IP Mobility)                               |
| 56              | TLSP (Transport Layer Security Protocol)           |
| 57              | SKIP                                               |
| 58              | IPv6-ICMP (ICMP for IPv6)                          |
| 59              | IPv6-NoNxt (Kein nächster Header für IPv6)         |
| 60              | IPv6-Opts (Destination Options for IPv6)           |
| 61              | Jedes Host-interne Protokoll                       |
| 62              | CFTP                                               |
| 63              | Jedes lokale Netz                                  |
| 64              | SAT-EXPAK (SATNET and Backroom EXPAK)              |
| 65              | KRYPTOLAN                                          |
| 66              | RVD (MIT Remote Virtual Disk Protocol)             |
| 67              | IPPC (Internet Pluribus Packet Core)               |
| 68              | Jedes verteilte Dateisystem                        |
| 69              | SAT-MON (SATNET Monitoring)                        |
| 70              | VISA                                               |
| 71              | IPCV (Internet Packet Core Utility)                |
| 72              | CPNX (Computer Protocol Network Executive)         |
| 73              | CPHB (Computer Protocol Heart Beat)                |
| 74              | WSN (Wang Span Network)                            |
| 75              | PVP (Packet Video Protocol)                        |
| 76              | BR-SAT-MON (Backroom SATNET Monitoring)            |
| 77              | SUN-ND (SUN ND PROTOCOL-Temporary)                 |
| 78              | WB-MON (WIDEBAND Monitoring)                       |
| 79              | WB-EXPAK (WIDEBAND EXPAK)                          |
| 80              | ISO-IP (ISO Internet Protocol)                     |
| 81              | VMTP                                               |
| 82              | SECURE-VMTP                                        |
| 83              | VINES                                              |
| 84              | TTP                                                |
| 85              | NSFNET-IGP (NSFNET-IGP)                            |
| 86              | DGP (Dissimilar Gateway Protocol)                  |
| 87              | TCF                                                |
| 88              | EIGRP (Enhanced Interior Gateway Routing Protocol) |
| 89              | OSPF                                               |
| 90              | Sprite-RPC (Sprite RPC Protocol)                   |
| 91              | LARP (Locus Address Resolution Protocol)           |
| 92              | MTP (Multicast Transport Protocol)                 |
| 93              | AX.25 (AX.25 Frames)                               |
| 94              | IPIP (IP-within-IP Encapsulation Protocol)         |
| 95              | MICP (Mobile Internetworking Control Pro.)         |
| 96              | SCC-SP (Semaphore Communications Sec. Pro.)        |
| 97              | ETHERIP (Ethernet-within-IP Encapsulation)         |
| 98              | ENCAP (Encapsulation Header)                       |
| 99              | Jeder private Verschlüsselungsentwurf              |
| 100             | GMTP                                               |
| 101             | IFMP (Ipsilon Flow Management Protocol)            |
| 102             | PNNI (over IP)                                     |
| 103             | PIM (Protocol Independent Multicast)               |
| 104             | ARIS                                               |
| 105             | SCPS                                               |
| 106             | QNX                                                |
| 107             | A/N (Active Networks)                              |
| 108             | IPComp (IP Payload Compression Protocol)           |
| 109             | SNP (Sitara Networks Protocol)                     |
| 110             | Compaq-Peer (Compaq Peer Protocol)                 |
| 111             | IPX-in-IP (IPX in IP)                              |
| 112             | VRRP (Virtual Router Redundancy Protocol)          |
| 113             | PGM (PGM Reliable Transport Protocol)              |
| 114             | any 0-hop protocol                                 |
| 115             | L2TP (Layer Two Tunneling Protocol)                |
| 116             | DDX (D-II Data Exchange (DDX))                     |
| 117             | IATP (Interactive Agent Transfer Protocol)         |
| 118             | STP (Schedule Transfer Protocol)                   |
| 119             | SRP (SpectraLink Radio Protocol)                   |
| 120             | UTI                                                |
| 121             | SMP (Simple Message Protocol)                      |
| 122             | SM                                                 |
| 123             | PTP (Performance Transparency Protocol)            |
| 124             | ISIS over IPv4                                     |
| 125             | FIRE                                               |
| 126             | CRTP (Combat Radio Transport Protocol)             |
| 127             | CRUDP (Combat Radio User Datagram)                 |
| 128             | SSCOPMCE                                           |
| 129             | IPLT                                               |
| 130             | SPS (Secure Packet Shield)                         |
| 131             | PIPE (Private IP Encapsulation within IP)          |
| 132             | SCTP (Stream Control Transmission Protocol)        |
| 133             | FC (Fibre Channel)                                 |
| 134             | RSVP-E2E-IGNORE                                    |
| 135             | Mobility Header                                    |
| 136             | UDPLite                                            |
| 137             | MPLS-in-IP                                         |
| 138             | manet (MANET Protocols)                            |
| 139             | HIP (Host Identity Protocol)                       |
| 140             | Shim6 (Shim6 Protocol)                             |
| 141             | WESP (Wrapped Encapsulating Security Payload)      |
| 142             | ROHC (Robust Header Compression)                   |
| 143–252         | Nicht belegt                                       |
| 253–254         | Wird für Experimente und Tests verwendet           |
| 255             | Reserviert                                         |